# Corn alpí

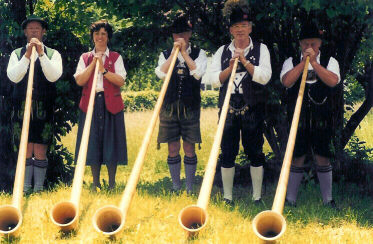
Corns alpins

El corn alpí (en alemany alphorn o alpenhorn, 'corn dels Alps') és una trompa suïssa llarga, de fusta, amb broquet de copa i tub de secció cònica amb final acampanat cap amunt. La longitud del tub sol variar des d'1,5 a 3,60 metres de llarg i normalment sol ser recte del tot, encara que a vegades pot acabar amb la forma com la d'una trompeta. Les notes són els harmònics naturals del so fonamental, igual que ocorre amb el fliscorn.

## Història
La trompa dels Alps és coneguda des de l'antiguitat. La seva funció primitiva era la comunicació, encara que les cançons tradicionals dels ramaders suïssos (ranz des vaches) i altres peces musicals poden interpretar-se en conjunts de tres o quatre instruments. També existeixen instruments similars als Carpats, als Pirineus i a la serralada dels Andes.